# Barbara Prammer
Barbara Prammer (11 de enero de 1954 – 2 de agosto de 2014) fue una política austriaca y miembro del Partido Socialdemócrata de Austria (SPÖ). En 2006, se convirtió en la primera mujer nombrada Presidenta del Consejo Nacional de Austria, oficina que dirigió hasta su muerte.

## Biografía
Prammer nació en el Estado de Alta Austria, en la ciudad de Ottnang am Hausruck, donde empezó su carrera como funcionaria del gobierno local. En 1978 comenzó sus estudios en sociología en la Universidad Johannes Kepler de Linz, obteniendo su licenciatura en 1986. Trabajó como profesora en formación profesional y educación social, además de ser la Directora del departamento de Asuntos de la Mujer en la Oficina de Empleo en Linz.
En 1990 fue elegida Presidenta de la Organización de las Mujeres del SPÖ (Partido Socialdemócrata de Austria), en Alta Austria y ascendió a diputada y Vicepresidenta en la legislatura estatal de Alta Austria (Landtag) un año más tarde. Desde 1995 hasta 1997 trabajó como miembro del Gobierno de Alta Austria en la oficina del Ministro (Landesrat) de Vivienda y Conservación de Naturaleza.
En 1995 Prammer se unió al poder ejecutivo de SPÖ a nivel federal como Vicepresidenta. Dos años más tarde, el Canciller Viktor Klima la nombró Ministra Federal de Asuntos de las Mujeres y Protección del Consumidor. Barbara Prammer fue una gran defensora de la acción afirmativa en la política por la igualdad de género. Dirigió este ministerio hasta que después de las elecciones legislativas austriacas de 1999, el gabinete de Klima fue sucedido por la coalición de ideología de derechas entre los partidos ÖVP y FPÖ bajo el mando de Wolfgang Schüssel. Tras este resultado, Prammer ocupó el puesto de Vicepresidenta del grupo parlamentario de SPÖ (Klub) en el Consejo Nacional. 
El 16 de junio de 2004, en las elecciones generales de 2006, Prammer fue elegida Vicepresidenta del Consejo Nacional y Andreas Khol, Presidente. Ambos fueron reelegidos dos veces en las elecciones que tuvieron lugar en 2008 y 2013. Durante su mandato, tomó una clara dirección hacia la defensa de los derechos de las minorías parlamentarias y hacia la concienciación ante la cultura del recuerdo respecto al pasado Nazi de Austria.
Aunque ella anunció públicamente que padecía cáncer en septiembre de 2013, se comprometió a continuar con sus funciones oficiales, que fueron temporalmente representadas por el diputado Fritz Neugebauer. 
Barbara Prammer murió de cáncer pancreático el 2 de agosto de 2014, a los 60 años. Se celebró un funeral de Estado en su honor el 9 de agosto, al cual atendieron el presidente austriaco Heinz Fischer, el Canciller Werner Faymann, y el ministro Gabriele Heinisch-Hosek. También acudieron al evento editores como Barbara Coudenhove-Kalergi y miembros del Parlamento Europeo como Norbert Lammert, Guido Westerwelle, Josip Leko, Ranko Krivokapić, Ulrike Lunacek, Katalin Szili y Pia Locatelli.
Prammer estuvo casada (1980 - 2001) y tuvo dos hijos.

## Honores
- Condecoración de Honor en Oro con Fajín por los Servicios a la República de Austria (2000)[3]
- En 2014,  recibió una afiliación de la legión de honor como Comandante de la Legión de Honor (Commandeur de la Légion d'Honneur), (C. LH) por sus méritos en la defensa de los derechos de las mujeres y su papel en la implementación de los valores diplomáticos.[4]
- Recibió la condecoración de la Cruz Magnífica de Caballeros de primera orden de la Orden al Mérito de la República italiana (2007)